# Belgiens Grand Prix 1988
Belgiens Grand Prix 1988 var det elfte av 16 lopp ingående i formel 1-VM 1988.

## Resultat
1. Ayrton Senna, McLaren-Honda, 9 poäng
2. Alain Prost, McLaren-Honda, 6
3. Ivan Capelli, March-Judd, 4
4. Nelson Piquet, Lotus-Honda, 3
5. Derek Warwick, Arrows-Megatron, 2
6. Eddie Cheever, Arrows-Megatron, 1
7. Martin Brundle, Williams-Judd
8. Alex Caffi, BMS Scuderia Italia (Dallara-Ford)
9. Philippe Alliot, Larrousse (Lola-Ford)
10. Philippe Streiff, AGS-Ford
11. Stefan "Lill-Lövis" Johansson, Ligier-Judd
12. Jonathan Palmer, Tyrrell-Ford (varv 39, gasspjäll)
13. Bernd Schneider, Zakspeed (38, växellåda)

### Förare som bröt loppet
- Gabriele Tarquini, Coloni-Ford (varv 36, styrning)
- Michele Alboreto, Ferrari (35, motor)
- Riccardo Patrese, Williams-Judd (30, motor)
- Mauricio Gugelmin, March-Judd (29, snurrade av)
- Piercarlo Ghinzani, Zakspeed (25, oljeläcka)
- Satoru Nakajima, Lotus-Honda (22, motor)
- Nicola Larini, Osella (14, bränslesystem)
- Gerhard Berger, Ferrari (11, insprutning)
- Yannick Dalmas, Larrousse (Lola-Ford) (9, motor)
- Andrea de Cesaris, Rial-Ford (2, kollision)
- Rene Arnoux, Ligier-Judd (2, kollision)

### Förare som diskvalificerades
- Thierry Boutsen, Benetton-Ford (varv 43)
- Alessandro Nannini, Benetton-Ford (43)

### Förare som ej kvalificerade sig
- Luis Pérez Sala, Minardi-Ford
- Pierluigi Martini, Minardi-Ford
- Stefano Modena, EuroBrun-Ford
- Julian Bailey, Tyrrell-Ford

### Förare som ej förkvalificerade sig
- Oscar Larrauri, EuroBrun-Ford